# Манассеин, Владимир Сергеевич
Влади́мир Серге́евич Манассе́ин (20 июля (1 августа) 1878 года, Казань — 27 августа 1938 года, Иркутск) — русский военный инженер и юрист, штабс-капитан, историк русского права, деятель краеведческого движения в Иркутской губернии, занимавшийся изучением Восточной Сибири и Иркутска.
…в лице В. С. Манассеина мы имеем не только выдающегося библиотечного деятеля, но и исследователя-краеведа, автора ряда работ по местной истории и местной экономикеМ. К. Азадовский, https://cbs-irkutsk.ru/2240/

## Биография

### Ранние годы и образование
Владимир Сергеевич Манассеин родился 20 июля (1 августа) 1878 года в Казани в семье мирового судьи Сергея Вячеславовича Манассеина. Окончил Нижегородский графа Аракчеева кадетский корпус, затем Николаевское инженерное училище в Санкт-Петербурге (1897), после чего служил в 4-м Сапёрном батальоне в Гродненской губернии. В 1911 году получил высшее образование на юридическом факультете Казанского университета.

### Военная служба
В 1897 году окончил Николаевское инженерное училище по первому разряду, получив звание подпоручика. Служил в 4-м Сапёрном батальоне (Гродненская губерния), где последовательно получил чины:
- Поручик (1901)[1]
- Штабс-капитан (1905)[2]

В 1906 году отказался выполнить приказ о подавлении солдатских восстаний в своей роте, заявив: «батальон на усмирение не пойдёт». При формировании полевого суда в Гродно категорически отверг участие в нём. Благодаря гуманному отношению к подчинённым избежал репрессий против солдат своего подразделения во время волнений.
В январе 1906 года награждён орденом Святого Станислава 3-й степени. В 1907 году уволен в запас по собственному желанию, «по антимилитаристическим соображениям» после 11 лет службы.

### Научная деятельность
С 1911 года занимался исследованиями по истории Гродненской губернии, опубликовав работы о крестьянском вопросе и военно-политической истории региона. В 1902 году опубликовал монографию «Крестьянский вопрос в Гродненской губернии в XIX столетии», которая стала одним из первых комплексных исследований аграрных отношений в Северо-Западном крае. В 1904—1907 годах участвовал в создании мемориального комплекса при Свято-Покровской церкви в Гродно, где собирались материалы по военной истории края. В 1905 году он подготовил к публикации воспоминания своего дяди, И. И. Венедиктова — «За шестьдесят лет», снабдив их предисловием. Работа вышла в журнале «Русская старина». После переезда в Иркутск в 1920 году совмещал преподавание истории права в Иркутском государственном университете с краеведческими изысканиями. Участвовал в археологических раскопках Иркутского острога в 1928 году, где обнаружил остатки тыновой ограды XVII века.
Значимым вкладом стало исследование купеческого рода Басниных: Манассеин ввёл в научный оборот их архив с перепиской декабристов и описал коллекцию редчайших листов старых мастеров графики. Результаты изложены в статье «Книжные собрания Иркутска в XVIII и первой половине XIX столетия» (опубликована посмертно в 1969 году). Среди неопубликованных работ — рукопись об Иркутске первой половины XIX века (1927).

### Репрессии и смерть
Арестован 22 августа 1937 года по обвинению в «контрреволюционной деятельности». Умер 27 августа 1938 года в тюремной больнице Иркутска, за день до приведения приговора в исполнение.

### Реабилитация
Полностью реабилитирован в 1958 году.

## Семья
Отец: Сергей Вячеславович Манассеин — мировой судья в Казани и Чебоксарском уезде (с 1881), гласный Казанской городской думы (с 1893). Автор статьи о ревизии учебных заведений Казани графом Д. А. Толстым, опубликованной в журнале «Русская старина» (1905).
Супруга: Лидия Ивановна (урождённая Комиевская, даты жизни неизвестны) — дочь статского советника. Брак заключён до 1907 года.
Дети
- Наталья Владимировна (род. ок. 1907)[7].
- Юрий Владимирович (1910—1979) — инженер; в 1958 году инициировал процесс реабилитации отца, передав его неопубликованные рукописи в библиотеку Иркутского университета[10].